# Comuna Stepkivka, Pervomaisk
Stepkivka (în ucraineană Степківка) este o comună în raionul Pervomaisk, regiunea Mîkolaiiv, Ucraina, formată din satele Jovtneve, Stepkivka (reședința), Stepove și Zeleni Koșarî.

## Demografie
Componența lingvistică a comunei Stepkivka
     Ucraineană (97,84%)
     Rusă (1,9%)
     Alte limbi (0,18%)
Conform recensământului din 2001, majoritatea populației comunei Stepkivka era vorbitoare de ucraineană (97,84%), existând în minoritate și vorbitori de rusă (1,9%).